# 原田理人
原田 理人（はらだ みちと、1959年4月4日 - ）は、日本の元フットサル選手、元日本サッカー協会フットサル日本代表監督、指導者。現在は2010年よりF・リーグ／規律・フェアープレー委員長、NHKスポーツ解説者。1996年4月（2010年-2011年の1期を除く）より現在まで一般財団法人日本フットサル連盟理事。黎明期より長い間フットサルに携わってきたフロンティアとして知られる。現在は、岐阜協立大学経営学部教授。

## 来歴

### 選手時代
北海道釧路市出身、東海大学卒業。1977年に札幌で行われた第1回北海道サロンフットボールフェスティバルから出場している。1983年に札幌蹴球隊の編成に携わり、1983年 - 1985年当時には、北海道内を含め国内では無敵を誇った伝説のチームに所属した。1985年に行われた第一回全日本選抜サロンフットボール選手権大会（浜松／現全国選抜フットサル選手権大会）には、札幌蹴球隊に選抜選手を加えて参加し、大方の予想を裏切って全勝優勝を遂げ、翌年も連覇した。この時、第二回サロンフットボール世界選手権大会（正式大会名はFUT・SAL）に出場のため、初の日本代表編成が行われ日本代表に選出された。

### 代表選出
この大会はフットサルの歴史上意義深いものとされており、日本は初めて日本代表（監督：栄隆男）が出場し、オランダ代表に勝利した。この大会に準優勝したスペイン代表には、後に代表監督として世界で最も優秀な監督と称されたロサーノが選手として参加していた。優勝したブラジル代表にも歴史上に名を残す数々の名プレーヤーが存在した。この後の日本におけるフットサルの飛躍には、この時の経験が大きく影響することになったといわれる。この後、フットサルの前身であるサロンフットボールがFIFAによってルール整備が行われ、一気に世界的な規模に広がりを見せている。

### 連盟役員・代表監督就任
1996年に日本フットサル連盟の理事に選出、2000年に日本サッカー協会フットサル日本代表コーチ（AFCフットサル選手権大会4位、監督：A・マリーニョ）、2001年の木村和司監督の後を受けて日本代表監督に就任、その年にタイガーファイブ国際大会に参加し、プレートクラス（4位以下トーナメント）2位に入った。2002年のAFCフットサル選手権大会では初の決勝進出を果たし、準優勝。翌年の2003年にはワールドファイブ国際大会においてプレートトーナメントで優勝を果たした。また、当年のAFCフットサル選手権大会でも前回に続いて決勝進出を果たし、準優勝した。これらの功績によって日本はアジアでもトップクラスに位置付けられることとなり、この時に中心となった選手ら（相根、木暮、藤井、金山、前田、鈴村、市原、川原、和泉など）が後に世界選手権大会出場を果たす原動力となっただけでなく、現在まで長年現役選手として活躍している。
futsalplanet（世界で最もメジャーな欧州のウェブサイト）においてworld futsal award of 2003世界ベストコーチ50に選出された。
代表監督時代には「代表はフットサル振興の先兵である」との考えから、全国の地域強化やフットサルの地域普及に努め、代表強化と絡めた施策を積極的に展開した。日本フットサル連盟理事には、2010年 - 2011年の1期を除いて現在まで就任。2010年よりF・リーグ／規律・フェアープレー委員長に就任し現在に至っている。

## 選手関連
- 1985年第1回全国選抜サロンフットボール全国選抜大会  優勝
- 1986年第2回全国選抜サロンフットボール全国選抜大会  優勝
- 1987年第3回全国選抜サロンフットボール全国選抜大会  3位
- 1988年第4回全国選抜サロンフットボール全国選抜大会  優勝
- 1995年第11回全国選抜フットサル大会  準優勝

## 日本代表関連
- 1985年第2回サロンフットボール世界選手権大会 ：日本代表（選手）
- 1987年第2回パシフィックカップ環太平洋選手権大会 ：日本代表（選手）
- 1988年第3回サロンフットボール世界選手権大会 ：日本代表（選手）
- 2000年AFCフットサル選手権大会（タイ） JFA：日本代表（コーチ）
- 2001年国際親善試合（対バスコ・ダ・ガマ）JFF：日本選抜（監督）
- 2001年第8回TOPPER カップ(ブラジル) JFF：日本選抜（監督）
- 2001年Tiger5国際フットサル選手権大会（シンガポール）JFA：日本代表（監督）
- 2002年REAL MADRID 100周年記念国際フットサル大会 JFA：日本代表（監督）
- 2002年AFCフットサル選手権大会（インドネシア） JFA：日本代表（監督）
- 2003年TOPPER CUP 国際トーナメント（ブラジル）JFA：日本選抜（監督）
- 2003年World5国際フットサル選手権大会（マレーシア）JFA：日本代表（監督）
- 2003年AFCフットサル選手権大会（イラン）JFA：日本代表（監督）
- 2003年ピラミッドカップ国際フットサル大会（エジプト） JFA：日本代表（監督）

## 論文関係
1. 活性化するフットサルマーケットの動向と将来性について 
  - 掲載誌名：レジャー産業資料 35(2) (通号 425) 2002-02
2. マーケティングスケールアップと新たな顧客開拓の視点 
  - 掲載誌名：レジャー産業資料 37(10) (通号 457) 2004-10
3. フットサル施設の事業性を検証する（フットサル施設のモデルプラン） 
  - 掲載誌名：レジャー産業資料 40(8) (通号 491) 2007-08
4. マーケティング戦略による顧客開拓の視点 
  - 掲載誌名：レジャー産業資料 40(8) (通号 491) 2007-08
5. 米国の事例に学ぶスキー場再生のポイント 
  - 掲載誌名：レジャー産業資料 40(11) (通号 494) 2007-11
  - 共著：原田 理人、Mau Kimura Thompson